# Мористън
Мо̀ристън (на английски: Morriston; на уелски: Treforys, Трево̀рис) е град в Южен Уелс, графство Суонзи. Градът започва непосредствено до източната част на Суонзи. Разположен е около река Тауе на около 35 km на северозапад от столицата Кардиф. Разстоянието до центъра на Суонзи е около 6 km. Известен е с музикалния си хор „Мористън Орфиъс Куайър“. Населението му е 16 781 жители според данни от преброяването през 2001 г.